# 陳運棟
陳運棟（1933年8月23日—2023年8月2日），臺灣苗栗縣頭份市客家人，苗栗大成中學校長、第二、三屆國民大會代表，客家地方文史學者。

## 生平

### 早年
1933年8月23日，陳運棟生於頭份向陽書院，雙親皆為客家人。陳運棟的家族自高祖父陳春龍到父親陳毓琳皆以教育為業，如曾祖父陳展鴻就在向陽書院教書。至於陳運棟為1951年新竹師範41級畢業，先擔任國小教師，1955年公務人員高等考試教育行政人員及格，1956年至大成中學任教。他經歷教學組長、教務主任，最後成該校校長。徐定禎、鍾東錦、徐耀昌等人，都是陳運棟於大成高中服務時的學生。

### 中年
陳運棟表弟張致遠以研究客家文化著名。陳運棟開始研究客家，則為1970年受宗族之託到來臺派下各房查問與蒐集族譜，不但重修陳家族譜，也研究四、五十個姓氏的譜牒。陳運棟說自己對客家民系的研究是以美國學者的方式為基，採以文化路線的宏觀佐證。過程中，他也獲得身為教師的妻子黃春枝幫忙。1978年，陳運棟系統地歸納20世紀以來有關客家研究的成果，出版《客家人》一書。51歲，他在大成中學董事長林為樑鼓勵下，報考文化大學民族與華僑研究所。
1980年代中期，陳運棟幫助黃榮洛彙整與臺灣客家人開拓歷史有關的〈渡台悲歌〉，成為臺灣客家文學上的重大發現之一。之後陳運棟在1989年再出版《台灣的客家人》，接力《客家人》以完整論述出臺灣客家人的開拓史。陳運棟在《台灣的客家人》此書不再認同羅香林的中原遷移說，主張客家人族群是與其他族群競合形成的群體，為與畬族等南方的少數民族聯婚。
1991年，陳運棟在中國國民黨及徐成焜請求下任第二屆國大代表，之後再因李登輝總統親自請託續任第三屆國大代表。

### 晚年
1999年5月21日，台灣省政府主席趙守博頒第一屆傑出文獻貢獻獎給陳運棟、何培夫、楊南郡。同年，陳運棟在大成中學校長任內退休。10月30日，陳運棟在台北國父紀念館在得到第七屆全球中華文化藝術薪傳獎時，除鄉鎮志外，已出有《客家人》、《台灣的客家人》、《台灣的客家禮俗》、《台灣人物叢譚》、《內外公館史話》、《賽夏史話：矮靈祭》、《苗栗縣寺廟文化之研究》、《客家禮俗之研究》、《向陽書院詩文集》等書，並發表有關台灣史研究論文二十餘篇。
2001年6月14日，行政院客家委員會掛牌成立，陳運棟、徐登志、利錦祥、李坤錦、古秀妃等任地區代表。後在客委會副主委莊錦華召集下，陳運棟、徐登志、古國順、羅肇錦、李能棋、李坤錦、范振乾、梁榮茂、鍾榮富、徐兆泉、徐貴榮、鍾萬梅等人組成客語能力認證委員會，2005年11月5日舉行首屆的客語能力認證考試。
陳運棟因是苗栗縣鄉土學會理事長，便主編苗栗縣志、西湖鄉、頭份、三灣等地的鄉鎮志。2006年，南庄鄉鄉長李清枝任內考量開庄以來皆無志書，特委託陳運棟以文教基金會方式籌編60萬字的鄉志。在此次編輯中，陳運棟一改漢族史觀立場，而以原住民觀點論述，如不稱漢族是「入墾」而是「外力入侵」。陳運棟也接下繼1953年後第三度的苗栗縣志重修，耗時四年多完成，共出版33卷、41冊，內容多達1800萬字，作為總編纂的陳運棟因而積勞成疾。此外，陳運棟從栗社總幹事吳頌賢兒子吳文虎取得已破舊不堪《栗社詩集》，影印分類整理。
2009年9月27日，第一屆全國客家會議，由總統馬英九頒第三屆客家終身貢獻獎給溫送珍與陳運棟。2013年2月21日，國際母語日，教育部對陳運棟頒發客家語組的推展本土語言傑出貢獻獎。晚年時，陳運棟原本規畫以自己的陳運棟文教基金會舉辦小學生客語演說比賽，但因逢2021年中華民國全國疫情第三級警戒作罷。
2023年8月2日，陳運棟在家中午睡時去世，享壽89歲。2023年8月14日在頭份殯儀館辦理天主教彌撒告別式時，文化部常務次長李連權、客委會主委楊長鎮、苗栗縣長鍾東錦分別頒贈總統褒揚令、旌揚狀和褒揚狀，由陳運棟長子陳晟康代表接受。

## 身後
為了完成父親遺願，陳晟康出面舉行小學生客語演說，獲縣長鍾東錦支持，2024年6月1日在頭份市信義國小舉辦首屆比賽。

## 傳記
- 劉澤民、江孟雲. . 國史館台灣文獻館. 2015  [2024-10-08]. ISBN 9789860471489. （原始内容存档于2024-12-12）.